# Zone de conservation du paysage de Røstøyan
La zone de conservation du paysage de Røstøyan  est située dans la commune de Røst , région du Nordland. Cette zone a été créée en 2002 avec une superficie de 69.86 km², dont 66.92 km² de zone maritime. 
A l'intérieur de la zone de conservation se trouve le détroit séparant les îles Trenyken et Hernyken et appelé Hærnykflaget ainsi que la réserve naturelle de Nykan. Depuis 2011, le site est également protégé en application de la convention de Ramsar.